# 刘渡镇
刘渡镇，是中华人民共和国安徽省芜湖市无为市下辖的一个乡镇级行政单位。

## 行政区划
刘渡镇下辖以下地区：
凤凰颈社区、刘渡社区、臼山村、坵城村、花园村、重兴村、爱国村、沿河村、南河村、农林村和庆丰村。